# Grupo Gay da Bahia
Pour les articles homonymes, voir GGB.
Le Grupo Gay da Bahia (ou GGB, Groupe gay de Bahia) est la plus ancienne association pour la défense des droits des homosexuels au Brésil. Fondée en 1980 par Luiz Mott, dans la ville de Salvador de Bahia, le GGB était inscrit comme association à but non lucratif en 1983, et il est reconnu comme organisme d'intérêt public par la ville de Salvador en 1987. Il est membre de l'International Lesbian and Gay Association, fait partie de l'équipe de l'International Gay and Lesbian Human Rights Commission, de la National Association of Black and White Men Together, et il est jumelé au RFSL de Stockholm.
Depuis 1989, il a été membre de la commission nationale sur le SIDA du ministère de la santé brésilien, et depuis 1995, il est l'un des coordinateurs de secrétariat des droits humains de l'Association brésilienne des gays, des lesbiennes et des transgenres. 

## Objectifs du GGB
- Défendre les droits à la citoyenneté entière des gays, lesbiennes, travestis et transsexuels de Bahia et du Brésil, dénoncer toute manifestation d'homophobie et de discrimination.

- Diffuser des informations fiables sur l'homosexualité, promouvoir l'établissement de cours d'éducation sexuelle dans tous les établissements scolaires, mettre fin à l'ignorance et à la conspiration du silence contre l'« amour qui n'ose pas dire son nom » grâce à un discours scientifiquement et politiquement valide.

- Promouvoir la conscience chez le plus grand nombre de personnes LGBT de lutter pour leurs droits, et donner accès à l'information et au soutien à propos des maladies sexuellement transmissibles et du SIDA.